# 조쉬 벨
조슈아 L. 벨(영어: Joshua L. Bell, 1986년 11월 13일 ~ )은 미국의 야구 선수이자, 멕시코 멕시칸 리그 로호스 델 아길라 데 베라크루스의 선수이다.

## 한국 프로 야구 시절
2014년에 외국인 타자 1명 영입이 허용되자 한국 프로야구 팀인 LG 트윈스는 3루 수비형 타자인 조쉬 벨을 영입했다. 그는 1군에 올라오자마자 8개 홈런을 터뜨리는 등 장타력을 과시했고, 곧 중심타선에 배치되었다. 스위치 타자라는 강점을 가지고 그는 좌, 우타석에서 한 경기에 모두 홈런을 터뜨리는 등 타팀에게 공포의 대상이 되기도 하였다. 하지만 6월 이후 극심한 슬럼프에 빠지면서 2달동안 홈런 2개만을 기록하는 등 장타력이 떨어졌다. 양상문 감독은 변화구 대처 능력이 떨어졌다고 보고, 조쉬 벨을 2군으로 내렸다. 하지만 2군에서도 양감독이 바라는 것과는 달리 훈련에 열심히 임하지 않고, 성실한 태도를 보이지 않아, LG 트윈스에서 웨이버 공시되어 방출되었다. LG 트윈스는 대체 선수로 브래드 스나이더를 영입했다.